# آرویل (سن-ا-مارن)
آرویل (به فرانسوی: Arville) یک کمون در فرانسه است که در سن-ا-مارن واقع شده‌است. آرویل ۱۱٫۳۰ کیلومتر مربع مساحت دارد.